# Onimusha 2: Samurai's Destiny
Onimusha 2: Samurai's Destiny (Chinees: 鬼武者2) is een videospel voor het platform Sony PlayStation 2. Het spel werd uitgebracht in 2002. Het spel speelt zich af in 1560, ten tijde van middeleeuwse Japan. Prins Nobunaga, na een overwinning op Imagawa, recht in het hart wordt getroffen door een pijl van de vijand. De prins wordt door een leger zombies opnieuw tot level gewekt. Dertien jaar later is Japan in chaos. De speler speelt Yagyu Jubei. Hij moet puzzels oplossen, monsters verslaan en Nobunaga verslaan. Het perspectief van het spel wordt weergegeven in de derde persoon.

## Ontvangst
| Beoordeeld door                  | Jaar | Score |
| -------------------------------- | ---- | ----- |
| games xtreme                     | 2002 | 95%   |
| Game Over Online                 | 2002 | 91%   |
| TotalPlayStation                 | 2002 | 90%   |
| IGN                              | 2002 | 89%   |
| PSX Extreme                      | 2002 | 87%   |
| Digital Entertainment News (den) | 2003 | 86%   |
| GameSpy                          | 2002 | 83%   |
| GameSpot                         | 2002 | 79%   |
| Factornews                       | 2002 | 70%   |
| Adrenaline Vault, The (AVault)   | 2002 | 60%   |